# Funktionspolymere
Funktionspolymere oder intelligente Polymere (englisch:  stimuli-responsive polymers oder smart polymers) sind komplexe Makromoleküle, deren physikalischen und chemischen Eigenschaften sich durch kleine Änderungen einer oder mehrerer Umwelteigenschaften in großem Maße aber reversibel verändern. Damit sind sie in der Lage auf Veränderungen in der Umwelt wie beispielsweise von Temperatur, Licht oder pH-Wert zu reagieren.

## Typen von Funktionspolymeren
Es können verschiedene Arten von Funktionspolymeren unterschieden werden zum Beispiel je nach äußerem Reiz, auf den das Polymer reagieren kann:
- Thermoresponsive Polymere
- pH-responsive Polymere, also schwache Polyelektrolyte
- Photoresponsive Polymere
- Magnetresponsive Polymere
- Kunststoffmagnete
- Enzymresponsive Polymere
- Formgedächtnispolymere
- Selbstheilende Polymere
- Leitfähige Polymere
- ferroelektrische Polymere,[2]
- elektroaktive Polymere
  - dielektrische Elastomere
- Flüssigkristallpolymere
- Blockcopolymere

## Eigenschaften
Funktionspolymere zeichnen sich zudem durch spezifische Adsorptions-, Reaktivitäts- und Transporteigenschaften aus und sind deshalb als Materialien beispielsweise für Sensor-, Aktuator- oder Membranen geeignet. Des Weiteren sind sie für oberflächen- und grenzflächenverändernde, kompatibilisierende und andere Applikationen verwendbar. Ihre spezifischen Eigenschaften resultieren aus den molekularen und supramolekularen Strukturen der Makromoleküle, aus denen sie bestehen. Weiterhin lassen sich geeignete Polymere mittels spezifischer anorganischer oder organischer Additive modifizieren, um zu Funktionspolymeren mit diesen besonderen Werkstoffeigenschaften zu gelangen.
Funktionspolymere befinden sich im Fokus intensiver Forschungs- und Entwicklungsaktivitäten. Die klassischen Applikationen von Polymeren liegen im Bereich der Konstruktion. Die Anwendung von Funktionspolymeren liegt im nichtstrukturellen Bereich. Von Interesse sind dabei Polymere mit spezifischen elektrischen, magnetischen, optischen, elektrochromen, thermochromen, antibakteriellen, flüssigkristallinen oder anderen funktionellen Eigenschaften.
Unter dem Begriff Funktionspolymere werden Makromolekülsysteme mit außergewöhnlichen Eigenschaften verstanden als auch deren Kombination mit organischen niedermolekularen Substanzen oder anorganischen Materialien, Nanopartikeln, Nanofasern oder Nanoröhren. Dies sind Basismaterialien für neue Applikationen, einschließlich der Erforschung von diesbezüglichen Herstellungsprozessen und der Generierung von dazugehörigem Equipment. Die Bedeutung von Funktionswerkstoffen auf der Basis nativer oder synthetischer Polymere resultiert aus der Tatsache, dass sie eine Werkstoffbasis für Technologieentwicklungen bilden und Schlüsseltechnologien dieses Jahrhunderts ohne den Einsatz neuartiger funktioneller Polymerwerkstoffe und Polymerwerkstoffsysteme kaum realisierbar sind.
Trotz der vielfältigen wissenschaftlichen und technologischen Aktivitäten sind bisher nur wenige ausgewählte Anwendungen wie organische Leuchtdioden, sogenannte OLEDs oder Displays auf Polymerbasis verfügbar. Den Funktionspolymersystemen wird eine zunehmende Relevanz für eine Vielzahl von Anwendungen, beispielsweise in den Bereichen Informations- und Kommunikationstechnik, Erzeugung, Speicherung bzw. Umwandlung von Energie oder Lebenswissenschaften zugeschrieben, die unter anderem für das Niedrigpreissegment und für Massenmärkte interessant sind. Aber auch in einer Vielzahl von Nischenmärkten oder neuer Märkte werden Applikationen diskutiert.

## Produkte aus und mit elektronischen Funktionspolymeren
- Polymeraktoren – mechano-aktive Funktionspolymerverbunde; Polymersensoren
- Feldeffekttransistoren; integrierte Polymerschaltkreise und RFID-Transponder
- Organische Dünnschichtsolarzellen – Polymer-Solarzellen
- organische Elektrolumineszenzdioden; Polymerdisplays („e-paper“)
- Polymer-Lichtwellenleiter und Polymerfolien mit schaltbarer Transparenz
- Antistatikprodukte und Abschirmmaterialien gegen elektromagnetische Strahlung

## Funktionstextilien und textile Verbundkonstruktionen
- Funktionale Schichten auf Textiloberflächen; Wirkstofftragende Textilfasern
- elektrisch leitfähige und piezoelektrische Fasern und Textilien
- Intelligente adaptive Textilien und Transfersysteme; „smart clothings“
- Biokompatible Textilkonstrukte; „tissue engineering materials“
- Chromatographie-, Apherese-, Adsorberfasern; „drug delivery systems“

## Potenziale und Anwendungsgebiete
Die wichtigsten Anwendungen für Funktionspolymere sind aktuell im Gesundheitsbereich zu finden. Dazu zählt zum Beispiel die gezielte Freisetzung von Medikamenten im Körper durch äußere Reize.
Funktionspolymersysteme bieten zudem Potenziale, vor allem resultierend aus den Kombinationsmöglichkeiten einzelner Komponenten in Mikrosystemen, wie beispielsweise von Sensorik und Aktuatorik mit Fluidik und Logik im Falle von Sensorarraychips, die aus mikrofluidischen Strukturen, Aktuatoren und geeigneten Sensoren sowie einer Auswerte- und Kommunikationselektronik bestehen („lab on a chip“). Des Weiteren erlauben Funktionspolymere Strukturierungs- und Produktionstechnologien wie zum Beispiel das Drucken. Die Verwendung von Funktionspolymermaterialien bringt im Vergleich zur Applikation herkömmlicher Halbleiterwerkstoffe eine Vielzahl von Vorteilen mit sich, die vor allem in der Kombinier- und Integrierbarkeit verschiedener Funktionalitäten, in der Adaptivität auf äußere Einflussfaktoren und  Umgebungsbedingungen, in der freien Formgebung, in der Anwendbarkeit von Technologien mit geringen Herstellungskosten und der Tauglichkeit für die Massenproduktion gesehen werden.
Der Fahrzeug- und Maschinenbau ist stark geprägt durch die Integration zusätzlicher Sensorik, Aktuatorik, Elektronik, Regelungstechnik, Mechatronik und Adaptronik sowie durch den Einsatz von Spezialwerkstoffen mit spezifischen Funktionalitäten auf Polymerbasis, einschließlich der Weiterentwicklung von Konstruktionsprinzipien und der Bewertung der Einsatzsicherheit daraus resultierender Produkte.

## Smarte Hydrogele
Die Empfindlichkeit smarter Hydrogele gegenüber äußeren Einflüssen wird in der Regel durch im Netzwerk verankerte Ionen hervorgerufen, die durch eine Mischung aus chemischen, elektrischen und mechanischen Wechselwirkungseffekten Differenzen in den Ionenkonzentrationen innerhalb und außerhalb des Gels hervorrufen. Dadurch wird das Wasser durch Osmose ins oder aus dem Gel gedrängt und eine sich ändernde Dehnung des Gels ausgelöst. Im Gegenzug kann durch eine mechanische Verformung bei gleichbleibenden Randbedingungen eine elektrische Potenzialdifferenz zwischen zwei Punkten des Gels erzeugt werden, wodurch die Verformung gemessen und quantitativ erfasst werden kann. Smarte Hydrogele besitzen somit integrierte Aktor-Sensor-Funktionen, d. h., sie vereinen Sensoren und Aktoren in einem einzigen Element. Dies wird zum Beispiel in Chemostaten ausgenutzt.
Von smarten Hydrogelen werden beträchtliche Impulse für die chemische Sensorik, Mikrosystemtechnik und Mikrofluidik, Regelungstechnik sowie Medizintechnik erwartet.
Manchmal werden smarte Hydrogele auch als chemomechanische Aktoren bezeichnet.